# Spoorlijn Den Dolder - Baarn
De Stichtse Lijn is een enkelsporige spoorlijn in de provincie Utrecht tussen Den Dolder en Baarn. De lijn takt nabij station Den Dolder af van de Centraalspoorweg. Bij station Soest passeren de treinen elkaar; dit is ook de enige plek waar dat kan.
De lijn was oorspronkelijk een lokaalspoorweg, en is geopend op 27 juni 1898 en geëlektrificeerd in 1948.

## Historie
Aan het eind van de 19e eeuw legde de Utrechtse Lokaalspoorweg Maatschappij enkele lokaalspoorlijnen aan. Deze lijnen waren aftakkingen van de eerste spoorlijn van de maatschappij, de Centraalspoorweg, de spoorlijn tussen Utrecht en Kampen.
De Utrechtse Lokaalspoorweg Maatschappij en de Nederlandsche Centraal-Spoorweg-Maatschappij sluiten op 21 mei 1898 een exploitatiecontract om de diensten op elkaar te laten aansluiten. In de theorie betekent dit dat de NCS de lijn exploiteert en dat de ULS de lijn beheert.
De spoorlijn kreeg in Baarn een eigen station, Baarn Buurtstation. Het station kwam op een steenworp afstand van het bestaande station van de HIJSM aan de Oosterspoorweg. Soest kreeg drie stations langs de lijn. Vanwege het groeiende aantal treinen, onder andere door de aanleg van de Utrechtse lokaallijnen van de NCS, werd in 1904 in Utrecht door de NCS een speciaal buurtstation gebouwd. Dit station kwam vlak bij het bestaande hoofdstation. Door de uitbreiding van het Utrechtse hoofdstation in 1936 kon het buurtstation een jaar later worden gesloten. Naasting op 1 januari 1934 van de Utrechtse Lokaalspoorweg Maatschappij en overname door Staatsspoorwegen.

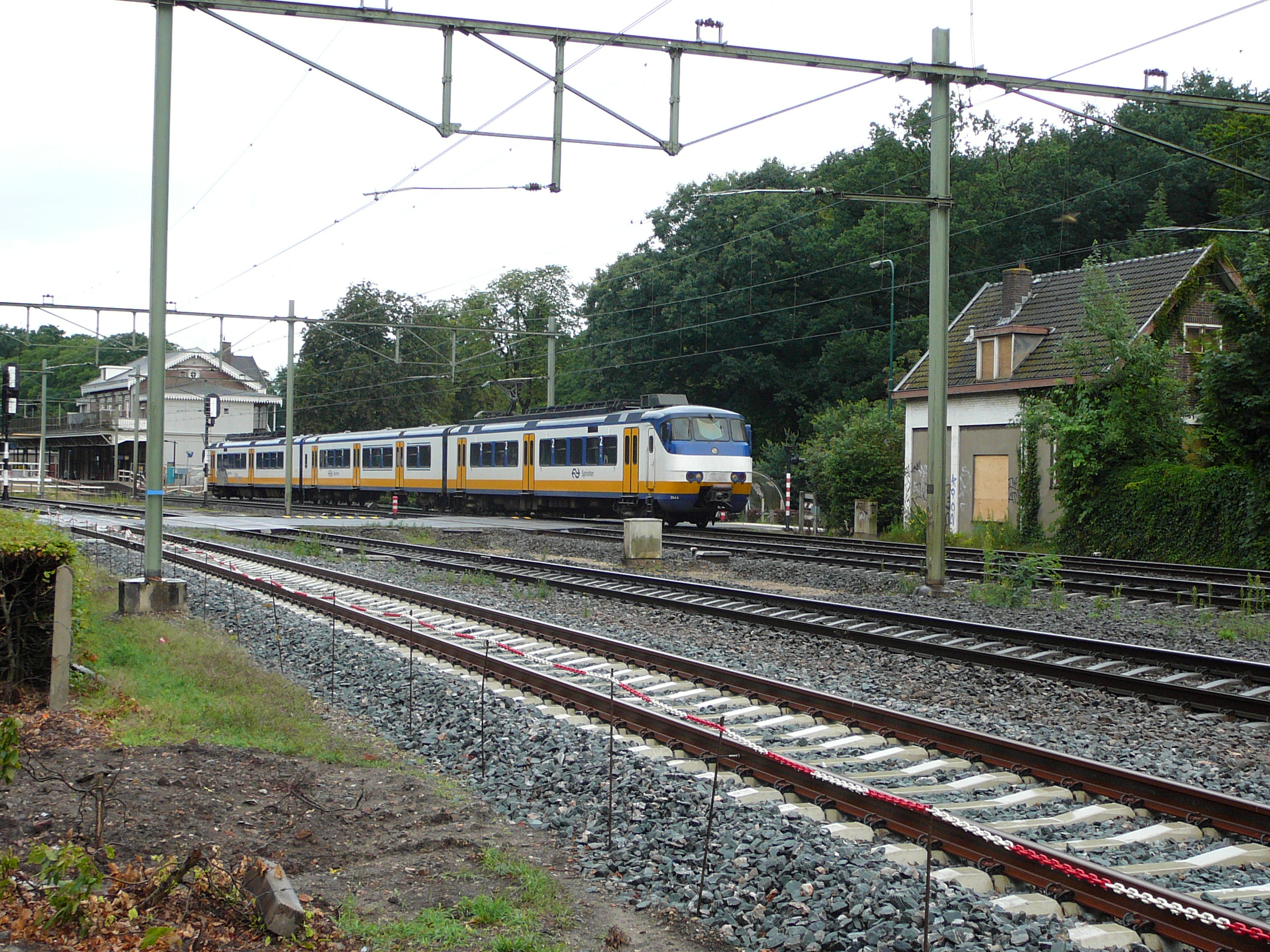
SGMm treinstel 2944 vertrekt op 20 juli 2008 vanaf spoor 1 in Baarn naar Utrecht Centraal. Vijf maanden later is deze situatie verleden tijd.

In 1939 werd in Baarn een verbindingsbaan tussen de lijnen van de NCS en de HIJSM aangelegd. De treinen van en naar Utrecht bleven vooralsnog gebruikmaken van het buurtstation. In 1948 werd de spoorlijn Den Dolder - Baarn geëlektrificeerd. Tegelijkertijd werd de verbindingsbaan als hoofdspoor in gebruik genomen en reden de treinen van de Stichtse Lijn door naar het voormalige HIJSM-station. Het buurtstation bleef tot 1972 in gebruik voor het goederenvervoer. Hierna werden de sporen opgebroken en werd het stationsgebouw verbouwd tot restaurant.
In diezelfde periode werd ook de beveiliging gemoderniseerd en werden de goederensporen bij station Soest opgebroken.
Omdat treinen van de Stichtse lijn in Baarn vanaf 1948 keerden op het spoor langs het stationsgebouw, spoor 1, moest de Oosterspoorweg worden gekruist. Doordat steeds meer treinen keerden in Baarn en de toename van het treinverkeer op beide spoorlijnen werd deze situatie een groeiend knelpunt. Om deze reden is in 2007 en 2008 in Baarn een perron aangelegd aan de westzijde van het station. Vanaf december 2008 zitten de treinen van en naar Utrecht de treinen op de spoorlijn tussen Hilversum en Amersfoort na 60 jaar niet langer in de weg. Het perronspoor langs het stationsgebouw is voortaan alleen van en naar Hilversum bereikbaar.

## Stations en gebouwen
De NCS bouwde bij de aanleg van de spoorlijn drie stations. In Baarn verscheen het statige buurtstation, in Soest en Soestdijk verschenen wat kleinere maar fraaie stationsgebouwen. Alle drie de gebouwen bestaan nog altijd, maar hebben hun oorspronkelijke functie decennia geleden verloren. Vlak bij het huidige station Soest Zuid lag de stopplaats Nieuwe Weg. In 1963 werd 200 meter verderop het huidige station Soest Zuid geopend. Het station kreeg een eenvoudig haltegebouw. Het is in 2022 het drukste station van Soest aan de spoorlijn.
Hieronder een overzicht van alle stations langs de lijn (cursief: voormalig station):
| Station            | Geopend | Huidig gebouw                                                                |
| ------------------ | ------- | ---------------------------------------------------------------------------- |
| Den Dolder         | 1895    | 1914, NCS, 1e gebouw, uniek ontwerp                                          |
| De Paltz           | 1898    | geen, station gesloten in 1933                                               |
| Soest Zuid         | 1898    | 1963, NS, 2e gebouw, Standaardtype Vierlingsbeek                             |
| Soest              | 1898    | 1897, ULS, 1e gebouw, uniek ontwerp van Klinkhamer                           |
| Soestdijk          | 1898    | 1897, ULS, 1e gebouw, uniek ontwerp van Klinkhamer                           |
| Baarn Buurtstation | 1898    | 1897, ULS, 1e gebouw, uniek ontwerp van Klinkhamer, station gesloten in 1948 |
| Baarn              | 1874    | 1874, HIJSM, 1e gebouw, uniek ontwerp van Van Gendt                          |

De stations Den Dolder en Baarn waren al geopend aan andere spoorlijnen.

## Dienstregeling
De spoorlijn is al vanaf de opening belangrijk voor het forensenvervoer rondom Utrecht. Na de elektrificatie van de spoorlijn en de aansluiting op de Oosterspoorweg reden de meeste treinen via het voormalige HSM-station van Baarn door naar Hilversum. De treinen reden buiten de spits eenmaal per uur. In de spits werd een intensievere treindienst gereden. Begin jaren 60 werd de beveiliging gemoderniseerd en de dienstregeling aangepast. Voortaan reed slechts een klein deel van de treinen door naar Hilversum en Amsterdam. Buiten de spits en in het weekend werd nog altijd een uurdienst gereden.
Met de invoering van de consequente dienstregeling bij Spoorslag '70 werd over de gehele dag en op zaterdag een halfuursdienst ingevoerd. Extra spitstreinen en doorgaande treinen verdwenen van de spoorlijn. Na verloop van tijd werd de halfuursdienst ook op zondag ingesteld.
In de huidige dienstregeling is er nog altijd weinig veranderd. De Stichtse Lijn wordt bediend door de volgende treinserie:
| Serie | Treinsoort    | Route                                 | Bijzonderheden                                |
| ----- | ------------- | ------------------------------------- | --------------------------------------------- |
| 5500  | Sprinter (NS) | Utrecht Centraal – Den Dolder – Baarn | Rijdt 's avonds en in het weekend 1x per uur. |

## Materieelinzet
Na de elektrificatie van de spoorlijn in 1948 wordt de stoomtractie vervangen door het vooroorlogse stroomlijnmaterieel. Later komen hier de treinstellen Materieel '46 rijden. Enkele jaren later wordt de treindienst weer voornamelijk uitgevoerd door de treinstellen Materieel '36. De treinstellen blijven hier tot hun buitendienststelling in 1970 rijden. Hierna werd korte tijd afwisselend met andere materieelsoorten gereden. In 1972 nam het Materieel '64 de treindienst over. Ook Stadsgewestelijk Materieel heeft een aantal periodes op de spoorlijn gereden. Vanaf mei 2010 werd planmatig SLT ingezet op deze lijn, maar met ingang van 9 december 2012, wordt weer Mat '64 ingezet op de Stichtse lijn, onder meer het van de spoorlijn Zwolle - Emmen vrijgekomen materieel. Sinds 2 september 2013 rijdt er geen Mat '64 meer op de lijn, maar SGMm. Nadat deze in 2016 waren vervangen door DDZ-stellen, wordt de 5500 sinds de dienstregeling van 2017 door DDAR-stammen gereden (in het weekend een dienst met SLT) en sinds de dienstregeling van 2018 weer met SGMm en SLT. Door de buitendienststelling van de SGMm per december 2021, wordt de 5500 enkel met de SLT gereden.

## Mogelijk nieuwe spoorlijn
Tegenwoordig wordt de naam Stichtse lijn ook gebruikt om een mogelijke spoorlijn Utrecht - Hilversum - Almere aan te duiden. Deze nieuwe Stichtse lijn zou voor Hilversum aftakken van de bestaande spoorlijn van Utrecht naar Hilversum. De nieuwe lijn volgt vervolgens de A27 richting Stichtse Brug. In Almere buigt het tracé naar het westen en zou dan moeten aansluiten op de bestaande lijn Almere - Lelystad. De lijn moet nieuwe stations krijgen bij Hilversum-Oost op de kruising met de lijn naar Amersfoort, Laren/Eemnes, Blaricum Dorp, Huizen/Blaricum en in Almere zelf. Er zijn op dit moment geen concrete plannen deze lijn te realiseren.